# Donne pericolose
Donne pericolose (Dangerous Women) è una serie televisiva statunitense-canadese in 52 episodi trasmessi per la prima volta nel corso di una sola stagione dal 1991 al 1992.
È una serie drammatica incentrata sulle vicende di un gruppo di donne che sono state in prigione insieme. La figura centrale è Faith Cronin, moglie di un mafioso, che, per lasciarsi alle spalle suo marito violento, ha messo in scena la propria morte e si è creata una nuova identità.

## Trama
Un gruppo di ex carcerate, conosciutesi in prigione, una volta fuori vanno a lavorare in una locanda.
La padrona è una di loro che, creduta morta, dopo aver subito un intervento di chirurgia plastica per celare una brutta cicatrice, torna alla "vita" per vendicarsi del marito che la fece sfigurare e arrestare con accusa di furto.
Patricia vuole vendicare anche la morta di Hanry, il killer che suo marito Ben aveva assoldato per eliminarla ma che, alla fine, si era innamorato di lei.
La cuoca della locanda è Sissie, la buona compagna di cella che era stata amica di Faith (Patricia) durante gli anni di prigione e che, una volta libera, essendo rifiutata dalla figlia, viene assunta da Patricia insieme a Rita, il capobranco della prigione, accusata di aver ucciso l'amante del marito.
Rita vuole riabilitarsi agli occhi della figlia e ci riesce.
Holly è una fragile ragazza accusata ingiustamente di rapimento che subisce violenze dai secondini.
Viene assunta come giardiniera e si sposa con lo sceriffo della Contea.
Supererà, col tempo, i tormenti del passato e sarà felice.
Cristal è una simpatica prostituta che, uscita dal carcere, inizia una convivenza e un lavoro insieme a Randy e riabbraccia il figlio che aveva abbandonato anni addietro.
Maria, la buona, è amica di tutte. 
Accusata di omicidio viene liberata grazie alla iuto di Cristal e diventa agente di sicurezza.
Si innamora di un collega che verrà ucciso dalla direttrice del carcere.

## Personaggi e interpreti
- Patricia Meadows/Faith Cronin, interpretata da Valerie Wildman.
- Cissie Johnson, interpretata da Lynn Hamilton.
- Rita Jones/Roxy Lawrence, interpretata da Katherine Justice.
- Holly Warner, interpretata da Kelli Van Londersele.
- Maria Trent, interpretata da Maria Rangel.
- Crystal Fox, interpretata da Melanie Vincz.
- Ben Cronin, interpretato da	Paul Carr.
- Dottor Green, interpretato da	Dan Cashman.

## Produzione
La serie, ideata da Reg Watson, fu prodotta da Central Independent Television e girata  a Glendale in California. Le musiche furono composte da Marc Ellis e Ray Ellis. Tra i registi della serie sono accreditati Joseph Behar e Anthony Morina.

## Distribuzione
La serie fu trasmessa negli Stati Uniti dal 1º agosto 1991 al 1º gennaio 1992 in syndication. In Italia è stata trasmessa con il titolo Donne pericolose.

## Episodi
| Stagione       | Episodi | Prima TV USA | Prima TV Italia |
| -------------- | ------- | ------------ | --------------- |
| Prima stagione | 52      | 1991-1992    |                 |